# Gmina Borek Wielkopolski
Die Gmina Borek Wielkopolski ist eine Stadt-und-Land-Gemeinde im Powiat Gostyński der Woiwodschaft Großpolen in Polen. Ihr Sitz ist die gleichnamige Stadt (bis November 1958 Borek, deutsch Borek) mit etwa 2500 Einwohnern.

## Geographie

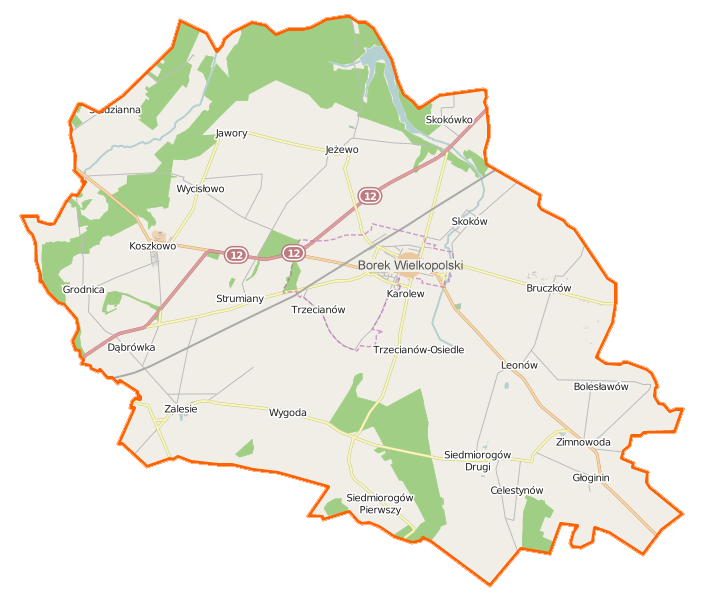
Karte der Gemeinde

Die Gemeinde liegt im südlichen Teil der Woiwodschaft. Die Kreisstadt Gostyń (Gostyn) liegt zehn Kilometer westlich, Leszno (Lissa) etwa 35 Kilometer westlich, die Woiwodschafts-Hauptstadt Posen etwa 50 Kilometer nordwestlich. Nachbargemeinden sind die Gemeinden Dolsk im Nordwesten, Jaraczewo im Nordosten und Osten, Koźmin Wielkopolski im Südosten, Pogorzela im Süden sowie Piaski im Westen.
Wichtigstes Fließgewässer ist die 29 Kilometer lange Pogona, die durch den Hauptort fließt. Aufgrund der Wasserarmut des Hochlandes wird sie bei Jeżewo  aufgestaut. Die Dąbrówka berührt den Norden des Gemeindegebiets.
Die Gemeinde hat eine Fläche von 127,6 km², von der 77 Prozent land- und 15 Prozent forstwirtschaftlich genutzt werden. Die Bodenbedingungen gehören zu den besten im Gebiet um Leszno.

## Geschichte
Das heutige Gemeindegebiet gehörte unterbrochen durch die deutsche Besatzungszeit im Zweiten Weltkrieg von 1919 bis 1975 zur Woiwodschaft Posen mit unterschiedlichem Zuschnitt. – Die deutsche Minderheit wurde nach dem Weltkrieg vertrieben.
Von 1975 bis 1998 gehörte das Gemeindegebiet zur Woiwodschaft Leszno. Der Powiat wurde in dieser Zeit aufgelöst. Die Landgemeinde Borek wurde 1954 in verschiedene Gromadas umgewandelt und zum 1. Januar 1973 neu geschaffen. Stadt- und Landgemeinde Borek Wielkopolski wurden 1990/1991 zur Stadt-und-Land-Gemeinde zusammengelegt. Diese gehört seit 1999 zur Woiwodschaft Großpolen und zum wieder eingerichteten Powiat Gostyński.

## Gliederung
Zur Stadt-und-Land-Gemeinde (gmina miejsko-wiejska) Borek Wielkopolski mit 7441 Einwohnern (Stand 31. Dezember 2020) gehören die Stadt selbst und 22 Dörfer (deutsche Namen, amtlich bis 1945) mit Schulzenämtern (sołectwa):
| Name                  | deutscher Name (1815–1918)           | deutscher Name (1939–1945)                   |
| --------------------- | ------------------------------------ | -------------------------------------------- |
| Borek Wielkopolski    | Borek                                | 1939–1943 Borken 1943–1945 Börke             |
| Bolesławów            | Boleslawowo                          | Bohlau                                       |
| Bruczków              | Alt Bruczkow                         | Bruckau                                      |
| Celestynów            | Celestynowo                          | Zellendorf                                   |
| Dąbrówka              | Dombrowka                            | Eichwald                                     |
| Głoginin              | Gloginin                             | Glauen                                       |
| Grodnica              | Grodnitza                            | Zaundorf                                     |
| Jawory                | Jawory                               | Ahorn                                        |
| Jeżewo                | Jezewo                               | Nordeck                                      |
| Karolew               | Karlshof                             | Karlshof                                     |
| Koszkowo              | Koszkowo                             | Korben                                       |
| Leonów                | Leonowo                              | Lehnen                                       |
| Maksymilianów         | Maximilianowo                        |                                              |
| Siedmiorogów Drugi    | Siebenwald                           | Siebenwald                                   |
| Siedmiorogów Pierwszy | Gut Siedmorogowo                     | Horndorf                                     |
| Skoków                | Skokow                               | Springfeld                                   |
| Skokówko              | Skokowko                             | Berghof                                      |
| Strumiany             | Strumiany Hauland 1904–1918 Steinort | 1939–1943 Steinort 1943–1945 Steinorthauland |
| Studzianna            | Studzianna                           | Brunnental                                   |
| Trzecianów            | Trzecianow                           | Dreidorf                                     |
| Wycisłowo             | Wycislowo                            | Drückenfeld                                  |
| Zalesie               | Zalesie                              | Sahlau                                       |
| Zimnowoda             | Zimnawoda                            | Kaltwasser                                   |

Die kleineren Orte und Weiler sind Schulzenämtern zugeordnet: Cielmice (zu Siedmiorogów Drugi), Domanice-Majątek (zu Celestynów), Dorotów und Trzecianów-Osiedle (zu Karolew), Frasunek, Liż und Stawiszyn (zu Jeżewo), Osówiec (zu Grodnica), Ustronie (zu Dąbrówka), Wygoda und Zacisze (zu Zalesie) sowie das Forsthaus Wroniny.

## Verkehr
Die Landesstraße DK12 (Leszno–Gostyń–Kalisz (Kalisch)) verläuft in West-Ost-Richtung nördlich des Hauptortes durch das Gemeindegebiet. Sie hat Anschluss an die Woiwodschaftsstraßen DW437 – von Koszkowo nach Dolsk (Dolzig) und DW438 – von Borek Wlkp. nach Koźmin Wlkp. (Koschmin).
Der nächste internationale Flughafen ist Poznań-Ławica.
Durch die Gemeinde führt die Bahnstrecke Leszno–Jarocin mit den Bahnstationen Borek Wielkopolski, Strumiany und Zalesie Wielkopolski. Der Personenverkehr auf der Kursbuchstrecke 360 wurde 2011 eingestellt.